# Arşın mal alan
Arşın mal alan è un film del 1945 diretto da Rza Tahmasib, con Rəşid Behbudov, basato sull'operetta omonima di Üzeyir Hacıbəyov. 